# Stenocercus chrysopygus
Espèce
Statut de conservation UICN

 LC  : Préoccupation mineure
Stenocercus chrysopygus est une espèce de sauriens de la famille des Tropiduridae.

## Répartition et habitat
Cette espèce est endémique à l'ouest du Pérou. On la trouve entre 3 320 et 3 700 m d'altitude. Elle vit dans la puna

## Publication originale
- Boulenger, 1900 : Descriptions of new batrachians and Reptiles collected by Mr. P. O. Simons in Peru. Annals and Magazine of Natural History, ser. 7, vol. 6, p. 181-186 (texte intégral).